# للمتزوجين فقط (فلم)
للمتزوجين فقط هو فيلم مصري من إخراج إسماعيل القاضي، وهو أول فيلم يخرجه، ولم يخرج بعده سوى فيلم المطلقات عام 1975.
الفيلم من بطولة أحمد رمزي، ميرفت أمين، عبد المنعم مدبولي، بدر الدين جمجوم وسهير الباروني.

## نبذة
يبحث الصديقان أحمد ودعبس عن شقة جديدة بعد طردهما من المنزل ويقابلان صاحب المنزل الجديد الحاج مدبولي الذي يشترط لإيجار الشقة ألا يسكنها عازب يلجأ أحمد إلى حيلة وهى استئجار سيدة من العاملات في السينما، لتقوم بدور الأم وينجح أحمد فى الحصول على الشقة الجديدة المقابلة لشقة منى ابنة الحاج مدبولي.

## وصلات خارجية
- للمتزوجين فقط على موقع الدهليز
- للمتزوجين فقط على موقع قاعدة بيانات الأفلام العربية